# Obwodnica Augustowa
Obwodnica Augustowa – fragment drogi krajowej nr 8 oraz drogi ekspresowej nr S61 omijającej Augustów.
Budowa obwodnicy planowana była od 1992, pierwsze opracowania kilku wariantów przebiegu trasy powstały w 1996 roku. W lutym 2007 roku rozpoczęto budowę drogi w wersji przechodzącej przez chronione, m.in. w ramach sieci Natura 2000, tereny doliny Rospudy, co spotkało się ze znacznym nasileniem protestów organizacji ekologicznych. W październiku 2009 roku Rada Ministrów zmieniła przebieg drogi. W rezultacie 29 grudnia 2009 roku została wydana decyzja o środowiskowych uwarunkowaniach dla przebiegu obwodnicy Augustowa przez tereny rolnicze wzdłuż wsi Mazurki i Janówka. W marcu 2011 r. podpisano umowę na budowę obwodnicy. Obwodnicę oddano do użytkowania 7 listopada 2014.

## Warianty trasy

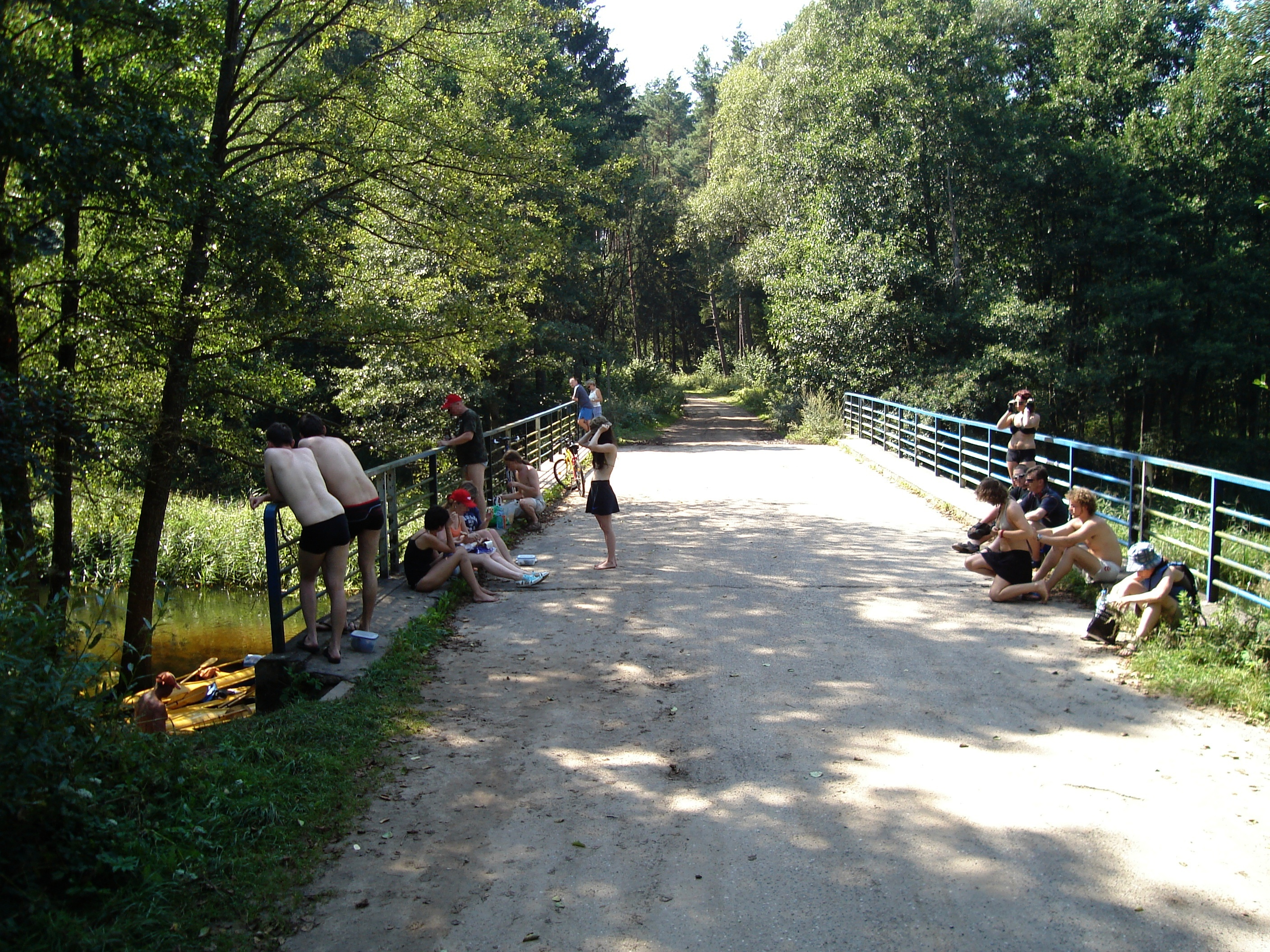
Istniejący obecnie (2007-08) most

### Wariant GDDKiA
Przewidziany do realizacji wariant GDDKiA do 24 marca 2009 roku zakładał, że obwodnica rozpocznie się w Augustowie na skrzyżowaniu z drogą nr 61, pobiegnie na północ zachodnią częścią miasta, dalej w pobliżu granicy lasu następnie skręci na wschód, wkroczy na tereny leśne, przekroczy estakadą Dolinę Rospudy w pobliżu wsi Szczeberka, dojdzie do istniejącej drogi w pobliżu wsi Gatne. Trasa miała mieć długość 17,2 km, z czego 7 km prowadziło przez obszary leśne w tym przez chronione, w ramach sieci Natura 2000 i doliny Rospudy. Nad torfowiskami Doliny Rospudy planowano wybudować estakadę o długości ok. 500 m. Budowa według tego projektu rozpoczęła się w lutym 2007 na obszarze nie obejmującym chronionych obszarów.
Zwolennicy poprowadzenia trasy szybkiego ruchu przez obszar chronionego krajobrazu i obszar specjalnej ochrony ptaków „Puszcza Augustowska” uważali, że straty w ekosystemie będą niewielkie i zostaną zrekompensowane, a pomniejszenie walorów estetycznych jest kwestią gustu, wybór takiej lokalizacji był według nich najlepszy pod względem minimalizacji kosztów zewnętrznych względem środowiska, natomiast budowa drogi przez Rospudę jest konieczna.
Ponadto projekt zakładał przeprowadzenie obwodnicy w miejscu, w którym występuje najniższa miąższość torfowiska. Podaje się, że torf występuje tam do głębokości 4 metrów, zaś na większości obszaru Doliny Rospudy sięga 20 metrów. Jednak w Chodorkach, przez który przechodziłby wariant alternatywny, w ogóle brak jest torfowiska, a dno wąskiej w tym miejscu doliny zajmują grunty mineralne.
Przeciwnicy budowy obwodnicy przez torfowiska nie negowali potrzeby zbudowania obwodnicy, uważali jednak, że w przypadku jej budowy przez dolinę Rospudy ulegnie zniszczeniu unikatowy ekosystem i proponowali inne przeprowadzenie trasy.
Obecnie wariant ten jest nieaktualny. GDDKiA zerwała umowę na budowę obwodnicy.

### Wariant przez Raczki
Alternatywną opcją był tzw. „wariant przez Raczki” – analizowany w 2005 r. przez GDDKiA oddział Białystok (wytyczony prawie dokładnie po trasie DW664 i DW655), odrzucony ze względu na konieczność wyburzenia ok. 30 gospodarstw i przebieg przez środek 10 wsi. Droga przecinałaby Rospudę w pobliżu Raczek. GDDKiA krytykując ten wariant, przypisywała jego autorstwo organizacjom ekologicznym, które jednak go wcale nie popierały. Mimo to właśnie na wariant przez Raczki, jako na najmniej szkodliwy, wskazał raport oceny oddziaływania na środowisko sporządzony dla wszystkich trzech wariantów przez firmę konsultingową DHV w lutym 2009 roku. Po dokładnych analizach okazało się, że liczba wyburzeń będzie niższa niż w forsowanym do tej pory przez GDDKIA wariancie przez torfowisko. Zarazem odrzucono w nim warianty przez Binduszki (tj. przez torfowiska) i przez Chodorki. Według opinii wójta gminy Raczki trasa wytyczona przez firmę DHV przecinałaby oczyszczalnię ścieków leżącą między Raczkami i Dowspudą”.

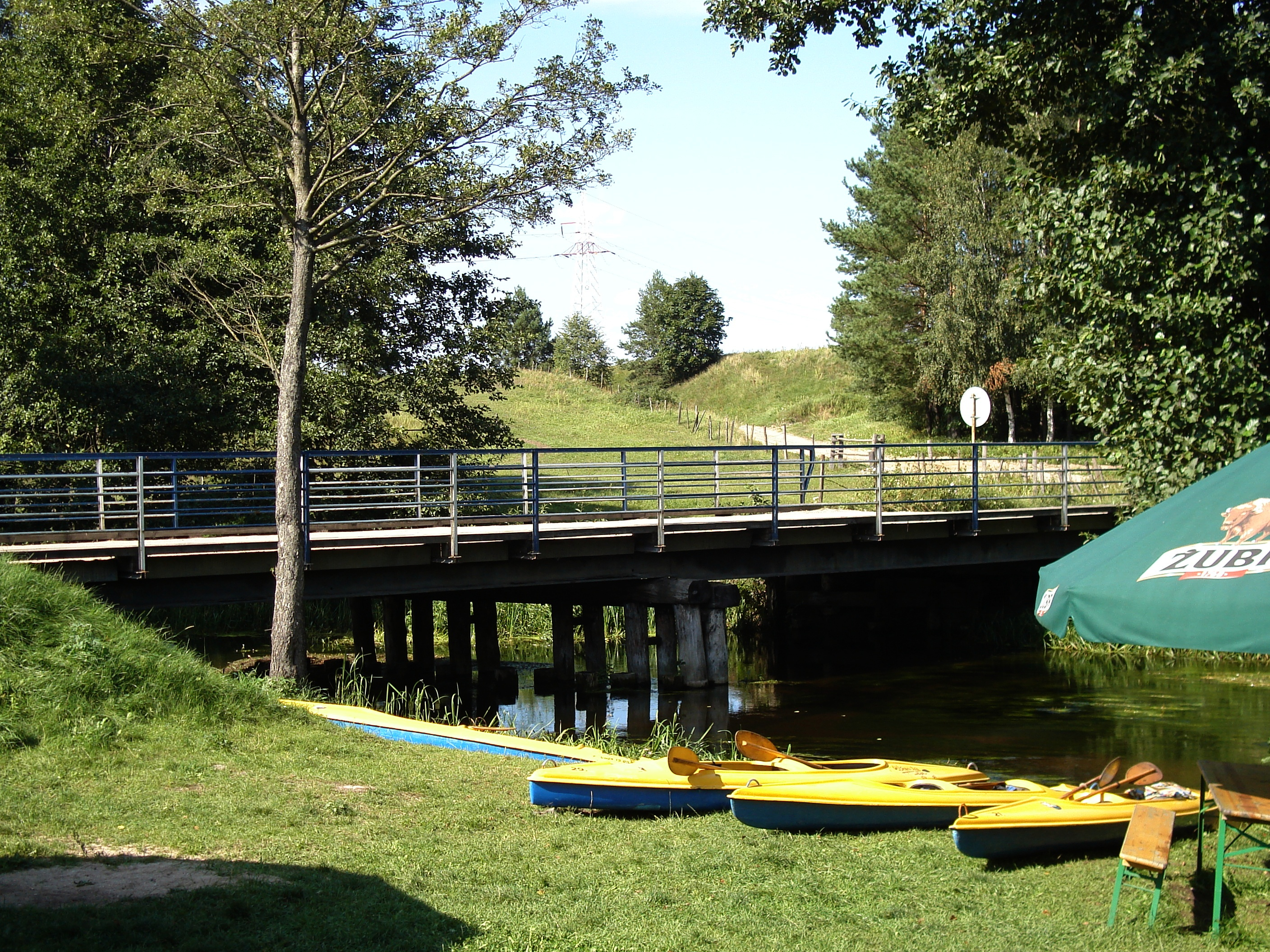
Istniejący obecnie (2007-08) most

### Wariant przez Chodorki
„Wariant przez Chodorki” – opracowany przez stowarzyszenie SISKOM w 2006 r., poprowadzony wzdłuż linii wysokiego napięcia i zakładający przekroczenie Rospudy w Chodorkach, w miejscu istniejącego mostu. Droga omijałaby tereny gęsto zabudowane i wymagała wyburzenia jedynie 2-3 gospodarstw. W opracowaniu uwzględniono połączenie budowy obwodnic Augustowa i Suwałk. Według autorów to rozwiązanie tańsze i krótsze od proponowanego przez GDDKiA, spełniające ponadto wszelkie warunki, aby uzyskać dofinansowanie ze środków unijnych. Był to wariant faktycznie popierany przez ekologów i inne organizacje pozarządowe, ale nigdy nie był poważnie analizowany przez GDDKiA oddział Białystok. Według prezesa firmy „Transprojekt Warszawa” Tadeusza Suwary ta „propozycja trasy wokół Augustowa nie omija punktów kolizyjnych, a na jednym etapie przebiega nawet przez środek wsi”.

### Krytyka i obrona wariantu alternatywnego
Przeciwnicy alternatywnego przebiegu obwodnicy przez Chodorki twierdzili, że także i on posiada liczne wady, w tym wykluczające możliwość jego wdrożenia. Główne argumenty przeciwników to:
1. Przebieg wzdłuż istniejącej drogi wojewódzkiej Nr 655 – odcina dostęp do obiektów budowlanych oraz gruntów położonych wzdłuż drogi. Węzły drogowe zajmą znacznie więcej miejsca niż przewidziano w opracowaniu, w tym obszar lotniska, przebieg przez lub w bliskim sąsiedztwie kilku miejscowości (m.in. Janówka, Mikołajówek, Słoboda, Michaliszki, Sucha Wieś, Kurianki, Chodorki, Stoki, Józefowo, Kierzek, Poddubówek) i konieczność wyburzeń gospodarstw domowych, w opracowaniu nie przewidziano ochrony pobliskich miejscowości przed hałasem
2. Naruszenie istniejących korytarzy ekologicznych będących częścią obszarów chronionych Natura 2000, nie znosi konieczności przecięcia doliny Rospudy
3. Przyjęcie planu alternatywnego odsunie budowę obwodnicy Augustowa w czasie (według szacunków od 8 do 10 lat)
4. Na trasie drogi wystąpi duża liczba torfowisk, oraz siedliska przyrodnicze objęte załącznikiem I dyrektywy siedliskowej: lasy łęgowe i rzeka ze zbiorowiskami włosieniczników na przejściu w Chodorkach. Łączna powierzchnia torfowisk, które ulegną zniszczeniu w pasie drogowym będzie większa niż w wariancie GDDKiA
5. Wymaga wybudowania 41,25 km drogi, 6 węzłów drogowych i co najmniej 21 skrzyżowań bez powiązań z drogą[14].

Zwolennicy wariantu alternatywnego uważają, że zarzuty jego przeciwników mijają się częściowo z prawdą i nie dotyczą meritum sprawy:
1. „W pasie 150 m od planowanej drogi na całej jej długości jest kilkanaście budynków, z czego tylko dwa trzeba by wyburzyć.”[15]
2. „Nie ma możliwości wybudowania obwodnicy Augustowa, tak by całkowicie ominąć Dolinę Rospudy i tereny chronione. – Nigdy tego nie ukrywaliśmy – mówi Małgorzata Znaniecka z Ogólnopolskiego Towarzystwa Ochrony Ptaków. – Nasz wariant też wkracza na potencjalne obszary chronione Natura 2000 w dolinie rzeki. Tyle że wariant drogowców wchodzi w obszary Natura 2000 na ponad 6 km, w naszym – na kilkaset metrów. Z przeprowadzonych przez nas w terenie analiz wynika, że liczba siedlisk chronionych gatunków w okolicy Chodorek, gdzie Rospuda jest dużo węższa, jest znikoma.”[15]
3. Zdaniem części osób argument o wieloletnim opóźnieniu budowy jest „absurdalny. I podają zupełnie inny termin – maksymalnie sześć lat; od końca 2006 r. obowiązuje specjalna ustawa o drogownictwie. Wyeliminowano konieczność długotrwałych wykupów gruntów i, co najważniejsze, uchwalanie lokalnych planów zagospodarowania przestrzennego przez gminy, w których ma powstać droga.”[15]
4. Według opinii doradców rządowych – naukowców skupionych w Państwowej Radzie Ochrony Przyrody – samo przejście wariantu alternatywnego przez Rospudę w Chodorkach może być zrealizowane bez żadnego uszczerbku dla znajdujących się tam siedlisk przyrodniczych objętych dyrektywą siedliskową[16]. Ponadto jedno z dwóch takich siedlisk, na które powołują się zwolennicy „rządowego” wariantu obwodnicy – rzeki ze zbiorowiskami włosieniczników – rozmieszczone jest szeroko w całej zachodniej Polsce i wielu regionach wschodniej części kraju[17]. Drugie z wymienionych siedlisk – łęgi olszowe – spotykane jest w całej nizinnej części Polski[18].
5. Według tej samej opinii Państwowej Rady Ochrony Przyrody potencjalne straty przyrodnicze będą znacznie mniejsze w wariancie „przez Chodorki”, niż w wariancie rządowym. Mokradła na trasie wariantu alternatywnego reprezentują bowiem w większości pospolite w Polsce torfowiska topogeniczne, których roślinność nie stanowi chronionych siedlisk przyrodniczych umieszczonych w załączniku I dyrektywy siedliskowej. Natomiast „nie istnieje w Polsce ani w krajach sąsiednich” żadne inne torfowisko o takich cechach i stanie zachowania jak torfowisko soligeniczne, przez które miałby przebiegać rządowy wariant obwodnicy[16].

Według profesora Aleksandra Sokołowskiego, byłego eksperta GDDKiA, na terenach, przez które ma prowadzić wariant alternatywny, występują 4 gatunki roślin zagrożone wyginięciem oraz 25 chronionych gatunków, z informacji prasowych nie wynika jednak, o jakie gatunki w tym wypadku chodzi. Według Sokołowskiego „jeśli porównamy te dwa warianty przebiegu drogi to okaże się, że wariant ekologów powoduje większe straty w przyrodzie”. Ten sam ekspert w 1996 roku postulował objęcie ochroną rezerwatową całego dolnego odcinka doliny Rospudy, wskazując, że jakiekolwiek naruszenie stosunków wodnych w obrębie tutejszego systemu torfowiskowego doprowadzi do zaniku charakterystycznych dla niego zbiorowisk roślinnych na znacznej powierzchni. Według dr. Wiktora Kotowskiego z Centrum Ochrony Mokradeł, na trasie wariantu alternatywnego „nie ma żadnej rzadkości. Nie ma roślin z torfowisk, które występują w dolinie Rospudy”. Z kolei według mapy sporządzonej przez ornitologów Jacka Udolfa, Pawła Mirskiego, Eugeniusza Pugacewicza i Tomasza Tumiela, w 2006 roku na trasie wariantu „przez Chodorki” oraz w pasie 750 metrów od niego gniazdowało zaledwie 19 par z 9 gatunków ptaków umieszczonych w załączniku I dyrektywy ptasiej. Natomiast na trasie wariantu rządowego i w analogicznym pasie 750 metrów od niego w tym samym czasie gniazdowały aż 83 pary z 17 gatunków ptaków umieszczonych w tym załączniku.

### Porównanie przebiegu tras
Trasa we wszystkich wariantach rozpoczyna się przy skrzyżowaniu drogi krajowej 8 z drogą krajową 61 na przedmieściach Augustowa i początkowy jej przebieg jest taki sam we wszystkich wariantach.
Wersja „oficjalna” skręca wcześnie na północ i biegnie skrajem lasu, okolicach części miasta (dawniej wieś) Wójtowskie Włóki skręca na północny wschód, przecina Dolinę Rospudy, w miejscu gdzie przekracza rzekę dolina ma około 400 m szerokości.
Wersja „przez Chodorki” mijając Wójtowskie Włóki biegnie wzdłuż wsi Janówka, Jabłońskie i kilku mniejszych. Niemal cała dodatkowa długość przez tereny rolnicze. Skręca w pobliżu wsi Jabłońskie na północ, a następnie przechodzi przez północną część Suchej Wsi. Droga przecinałaby Dolinę Rospudy w okolicy Chodorek gdzie dolina ma 150 m szerokości. Biegnąc wzdłuż linii wysokiego napięcia droga przechodziłaby przez Kurianki, Józefowo i Poddubówki, gdzie miała się łączyć z planowaną obwodnicą Suwałk.

## Stanowisko Komisji Europejskiej
W lutym 2007 r. Unia Europejska zażądała wyjaśnień dotyczących budowy obwodnicy, a co za tym idzie natychmiastowego wstrzymania budowy. W piśmie Komisji Europejskiej sygnowanym 12 grudnia 2006 r. przez Stawrosa Dimasa do Minister Spraw Zagranicznych Anny Fotygi wskazane zostały następujące problemy:
- zgodnie z aneksem do raportu oddziaływania na środowisko przedsięwzięcie spowoduje pogorszenie siedlisk i znaczące niepokojenie gatunków ptaków, dla których obszar Natura 2000 został wyznaczony, naruszając art. 6 ust. 2 dyrektywy 92/43, ponieważ zmieni on status ochrony tego obszaru na mniej korzystny niż przed realizacją projektu,
- w przedstawionym Komisji raporcie brak jasnych konkluzji co do prawdopodobnego wpływu inwestycji na stosunki wodne tego obszaru, podczas gdy Państwowa Rada Ochrony Przyrody wyraziła opinię, że budowa mostu przez dolinę Rospudy w przyjętej lokalizacji zagrozi stosunkom wodnym ekosystemu doliny, co z kolei może mieć negatywny wpływ na siedliska i gatunki zależne od obecnego reżimu hydrologicznego tego obszaru,
- przedstawiony projekt kompensacji przyrodniczej dla przedsięwzięcia nie spełnia wymagań unijnych.

Według GDDKiA w marcu 2006 roku minister środowiska przekazał Komisji Europejskiej cały komplet dokumentów, które są związane z ochroną środowiska przy budowie obwodnicy Augustowa i wówczas ze strony ekspertów Komisji Europejskiej nie otrzymano żadnych uwag.

## Kalendarium

### 1998
Grudzień 1998 – organizacje pozarządowe: Stowarzyszenie Inicjatyw Społeczno-Ekologicznych „Ruch na rzecz Ziemi” z Suwałk oraz Oddział Północno-Wschodni Pracowni na rzecz Wszystkich Istot z Siemiatycz zgłaszają zastrzeżenia do wyłożonych do publicznego wglądu projektów miejscowych planów zagospodarowania przestrzennego gmin Augustów i Nowinka w związku z planowaną budową obwodnicy miasta Augustowa na terenie tych gmin. Zgodnie z wyłożoną do wglądu dokumentacją obwodnica miała przebiegać przez środek projektowanego rezerwatu, w odległości kilkuset metrów od stanowiska miodokwiatu krzyżowego.

### 1999
Marzec 1999 – pierwsze protesty społeczne przeciwników budowy obwodnicy Augustowa w wariancie zatwierdzonym przez Generalną Dyrekcję Dróg Publicznych (GDDP) w Warszawie. Manifestacja pod Podlaskim Urzędem Wojewódzkim w Białymstoku towarzyszyła obradom Wojewódzkiej Komisji Ochrony Przyrody. Pikietujący zorganizowali konferencję prasową, którą prowadził badacz flory Doliny Rospudy i orędownik utworzenia rezerwatu na tym terenie dr Wojciech Adamowski (Stacja Geobotaniczna Uniwersytetu Warszawskiego w Białowieży)
Czerwiec 1999 – Wojewódzka Komisja Ochrony Przyrody w Białymstoku wraz z jej przewodniczącym prof. A. Sokołowskim (pomysłodawcą i projektantem utworzenia rezerwatu przyrody „Rospuda”) po wizji lokalnej i posiedzeniu przegłosowała przecięcie doliny Rospudy drogą ekspresową w postaci wału dł. 390 m oraz mostu dł. 60 m w miejscu projektowanego rezerwatu.)
Listopad 1999 – z inicjatywy Stowarzyszenia Inicjatyw Społeczno-Ekologicznych
„Ruch na rzecz Ziemi” z Suwałk odbyła się ogólnopolska akcja informacyjna (m.in. w Białymstoku, Augustowie, Suwałkach, Giżycku, Łomży i Toruniu) pod hasłem – Dzień Wsparcia dla Doliny Rospudy.

### 2001
2001–2003 – Biuro projektowe Transprojekt w Warszawie opracowało projekt budowlany i wykonawczy budowy obwodnicy Augustowa, w tym wykonano m.in. Raport o oddziaływaniu na środowisko planowanego przedsięwzięcia polegającego na budowie obwodnicy Augustowa

### 2003
1-4 grudnia 2003 – Dyrektor Generalny Komisji Europejskiej oświadczył, iż Polska może liczyć na współfinansowanie Via Baltica jedynie wówczas, gdy decyzja dotycząca jej przebiegu będzie opierać się na wynikach Strategicznej Oceny Oddziaływania na Środowisko.

### 2005
Grudzień 2005 – rząd Polski zablokował rozpoczęcie budowy obwodnic kilku miast na trasie Białystok – Augustów (których budowa została powiązana z budową Via Baltica) w związku ze złamaniem prawa przez wojewodę podlaskiego podczas podejmowania decyzji o rozpoczęciu realizacji inwestycji.

### 2006
Luty 2006 – firma Scott Wilson Ltd wygrała przetarg na opracowanie dokumentu pt. „Strategia rozwoju I Pan-Europejskiego Korytarza Transportowego. Część I: korytarz drogowy”, czyli tzw. strategiczną ocenę oddziaływania Via Baltica na środowisko. Do oceny zostało przedstawionych ponad 30 wariantów przebiegu trasy Via Baltica. Wszystkie warianty dotyczą przebiegu trasy na odcinku od Warszawy do przejść granicznych z Litwą. Ponad połowa z nich przebiega przez Łomżę, a pozostałe przez Białystok.
2 marca 2006 – minister środowiska Jan Szyszko rozpatrując spór pomiędzy zwolennikami i przeciwnikami budowy drogi przez dolinę Rospudy, zdecydował o budowie tunelu zamiast planowanej do tej pory estakady. Decyzja ta miała usatysfakcjonować obie strony: nie byłoby estakady nad doliną i nie byłoby konieczności wyznaczania nowego przebiegu obwodnicy. Należy jednak dodać, że budowa tunelu byłaby kilkakrotnie droższa od budowy estakady. W lipcu tego samego roku minister zezwolił ponownie na budowę estakady. Decyzja ta została potwierdzona w lutym 2007.
17 marca 2006 – Miasta Łomża i Ostrołęka i ich powiaty zorganizowały spotkanie w sprawie zajęcia wspólnego stanowiska dotyczącego przebiegu Via Baltica. Prelegenci nawiązali do historycznego traktu kowieńskiego, który wiódł przez oba te miasta. Przedstawiciel GDDKiA z Białegostoku zadeklarował, iż wiążące decyzje jeszcze nie zapadły. Przebieg trasy miał zostać określony po 30 listopada, kiedy to upływał termin przekazania strategicznej oceny oddziaływania Via Baltica na środowisko – dokumentu przygotowywanego przez firmę Scott Wilson Ltd. Organizatorzy konferencji wypracowali wspólne stanowisko za łomżyńsko-ostrołęckim wariantem Via Baltiki. Pełne poparcie zadeklarowały samorządy obu miast i powiatów.
12 grudnia 2006 – Komisja Europejska upomniała Polskę za plany kilku inwestycji związanych z budową trasy Via Baltica na obszarze chronionym w ramach programu Natura 2000.  W oficjalnym liście napisano, że Polska złamała dwa przepisy prawa UE związanego z ochroną środowiska naturalnego. „Oczekuję, że polskie władze będą zgodnie z unijnym prawodawstwem otaczały opieką swoje obszary ważne z punktu widzenia ochrony środowiska” – powiedział unijny komisarz ds. ochrony środowiska Stawros Dimas. List ten odnosi się również do projektu budowy obwodnicy miasta Augustów, przeciw któremu działacze Greenpeace protestowali 18 listopada 2006. Polska otrzymała 2 miesiące na dostarczenie dokumentacji tego projektu i odwołanie się od decyzji Komisji Europejskiej.

### 2007
Komisja Europejska stwierdziła, że zgoda na budowę obwodnicy Augustowa, która ma przebiegać doliną Rospudy, jest złamaniem unijnych przepisów. Bruksela wszczęła więc postępowanie przeciwko Polsce w związku z planami budowy. Pod koniec stycznia 2007 r. do grona przeciwników budowy dołączył Rzecznik Praw Obywatelskich Janusz Kochanowski, według którego inwestycja została zatwierdzona z naruszeniem prawa.
Według ministra środowiska „Rospuda to twór człowieka i nic się nie stanie, gdy przejdzie przez nią droga szybkiego ruchu”, natomiast międzynarodowi eksperci twierdzą iż „bagna Rospudy to unikatowy i bardzo delikatny ekosystem”.
9 lutego 2007 wojewoda podlaski podpisał pozwolenie na budowę obwodnicy która przetnie torfowiska Rospudy, decyzja ta spotkała się z krytyką ze strony Unii Europejskiej – rzeczniczka unijnego komisarza ds. środowiska, Stawrosa Dimasa, powiedziała, że procedura karna przeciwko Polsce zostanie przyspieszona. Polsce grożą kary, a nawet nakaz rozebrania inwestycji.” W odpowiedzi na decyzję ministra protesty rozpoczęły także organizacje zajmujące się ochroną przyrody.
10 lutego 2007 Zieloni 2004 w związku z wizytą w Warszawie przewodniczącego Komisji Europejskiej José Barosso zorganizowali w Warszawie demonstracje pod Ministerstwem Środowiska i pod Pałacem Prezydenckim, podczas których m.in. domagali się zmiany decyzji albo dymisji Ministra Środowiska Jana Szyszki
13 lutego Rzecznik Praw Obywatelskich zaskarżył decyzję ministra środowiska o rozpoczęciu budowy obwodnicy do Wojewódzkiego Sądu Administracyjnego, twierdzi on między innymi, że mogło dojść do naruszenia Artykułu 5 Konstytucji.
14 lutego na trasie planowanej trasy rozpoczął działalność zorganizowany między innymi przez Greenpeace obóz osób protestujących przeciwko budowie obwodnicy przez tereny chronione
15 lutego rząd Polski przekazał Komisji Europejskiej poufny raport według którego budowa obwodnicy jest „w zgodzie z polskim i unijnym prawem”, jeżeli raport ten nie zostanie przyjęty przez Komisję to „Polskę czeka proces przed Europejskim Trybunałem Sprawiedliwości, a w wypadku przegranej – gigantyczne kary”.
18 lutego w wielu miastach w Polsce, między innymi w Gdańsku, Krakowie, Poznaniu w Warszawie odbyły się protesty przeciwko budowie.
Grupa mieszkańców Augustowa napisała list otwarty do ministrów środowiska i transportu, prosząc o przeprowadzenie obwodnicy w innym miejscu, gdyż są świadomi „bezcennych naturalnych wartości Doliny Rzeki Rospudy”.
19 lutego część mieszkańców Augustowa protestowało na ulicach miasta przeciwko działaniom ekologów pragnących zatrzymania budowy estakady obwodnicy przez rejony doliny.
20 lutego europejski komisarz ds. środowiska Stawros Dimas zażądał, podczas spotkania w Brukseli z ministrem środowiska Janem Szyszką, w imieniu Komisji Europejskiej wstrzymania prac przy budowie obwodnicy. W przypadku braku reakcji ze strony Polski zagroził, że Komisja Europejska jest gotowa zwrócić się do Trybunału Sprawiedliwości UE o wydanie Polsce nakazu wstrzymania prac przy budowie obwodnicy. W tym samym dniu do protestu przyłączyli się naukowcy z Rady Wydziału Biologii UW, którzy przekazali do Kancelarii Premiera list wzywający do wstrzymania budowy – „zniszczona przyroda tego unikatowego w skali Europy i świata miejsca stanie się fatalnym pomnikiem tego rządu, na wzór budów socjalizmu, które nieodwracalnie oszpeciły krajobraz i zniszczyły dziedzictwo przyrodnicze naszego kraju”. Urząd Rzecznika Praw Obywatelskich oznajmił, że zaskarży także pozwolenie na budowę obwodnicy, oprócz wcześniejszych obaw Rzecznika o złamanie Konstytucji, według urzędu pozwolenie „zostało wydane na podstawie decyzji lokalizacyjnej z 2003 r. (jego) ważność wygasła po wstąpieniu Polski do Unii Europejskiej, kiedy Dolinę Rospudy objęła ochrona zgodna z europejskimi normami. I to według nich należało wydać nową decyzję lokalizacyjną”
21 lutego Kancelaria Prezydenta RP wydała oświadczenie iż wobec decyzji rozpoczęcia prac „Prezydent wyraził – mając na względzie zarówno dobro mieszkańców regionu, jak i doliny Rospudy – swoją zdecydowaną dezaprobatę”. W tym samym dniu szef podlaskiego oddziału Generalnej Dyrekcji Dróg Krajowych i Autostrad Tadeusz Topczewski powiedział iż prace rozpoczną się w czwartek (22 lutego) – „przekazaliśmy teren wykonawcy, pierwsze prace rozpoczną się w czwartek”, a według ministra Szyszki „wszelkie opinie i postanowienia w tej sprawie zostały wydane, ta inwestycja przygotowana jest do realizacji.” Komisja Europejska zapowiedziała, że jeżeli budowa ruszy w oznaczonym terminie i wbrew zasadom unijnym „Komisja Europejska natychmiast wyśle wniosek do unijnego Trybunału Sprawiedliwości, by nakazał wstrzymanie prac”.
22 lutego pierwsze prace miernicze rozpoczęli geodeci. Do grona protestujących przyłączyli się pracownicy Instytut Ochrony Przyrody PAN w Krakowie pisząc „mamy głęboką nadzieję, że IV RP nie będzie kojarzona z niekompetencją ministra środowiska oraz bezprecedensowym niszczeniem wartości przyrodniczych Polski, czego nie ośmielono się nawet dokonać w czasach komunistycznej dyktatury”. Protestujący ekolodzy i organizacje pozarządowe ujawniły, iż zakupiono niewielkie działki, przez które ma być przeprowadzona droga. Według jednego z protestujących, dziennikarza Gazety Wyborczej Adama Wajraka ziemię tę zakupiono ponieważ „jako tzw. strony w postępowaniu będziemy mieli łatwiejszy dostęp do dokumentów. Gdy tylko sprawa zakończy się pozytywnie, nasze „metry” przekażemy na jakiś szlachetny cel”. Według Dyrektora Generalnej Dyrekcji Dróg Krajowych i Autostrad Jerzego Doroszkiewicza, działki wykupione przez ekologów w końcówce grudnia 2006 zostały wywłaszczone już w listopadzie, więc inwestor ma prawo dysponować tymi gruntami. Z polecenia premiera Jarosława Kaczyńskiego, a na prośbę prezydenta Lecha Kaczyńskiego funkcjonariusze Centralnego Biura Antykorupcyjnego rozpoczęli kontrolę dokumentów podlaskiego oddziału Generalnej Dyrekcji Dróg i Autostrad, aby upewnić się czy dopełniono wszystkich wymagań przetargu na budowę drogi.
25 lutego w obozie Greenpeace w Dolinie Rospudy odbył się protest grupy mieszkańców Augustowa, „Augustowianie przywieźli ze sobą krzyże, symbolizujące liczbę ofiar wypadków drogowych, do których doszło w ich mieście na przestrzeni ostatnich kilku lat. Organizator akcji Andrzej Chmielewski wyjaśnia, że w ten sposób ludzie chcą uświadomić ekologom jak bardzo potrzebna jest miastu obwodnica.”
28 lutego w oświadczeniu IP/07/263 Komisja Europejska „przesłała Polsce ostateczne ostrzeżenie w sprawie możliwości wyrządzenia szkód w pierwotnej puszczy i siedliskach przyrodniczych o europejskim znaczeniu w przypadku rozpoczęcia budowy obwodnic Augustowa i Wasilkowa. Komisja popiera modernizację infrastruktury drogowej w Polsce, w tym budowę korytarza drogowego Helsinki – Warszawa na odcinku w północno-wschodniej części kraju, jednak nie zgadza się, by budowa obwodnicy doprowadziła do nieodwracalnych, zbędnych i nieuzasadnionych szkód. Ponieważ prace porządkowe związane z tymi dwoma projektami budowlanymi już się rozpoczęły lub wkrótce się rozpoczną, Komisja traktuje tę sprawę jako pilną i poprosiła Polskę o udzielenie odpowiedzi w ciągu jednego tygodnia. Komisarz ds. środowiska Stawros Dimas powiedział „wzywam polski rząd do ponownego rozważenia przebiegu tych obwodnic w celu uniknięcia aż tak poważnych szkód dla środowiska naturalnego. Wierzę, że Polska może bardzo wiele zyskać budując nową infrastrukturę drogową, jednak bez szkody dla najcenniejszego dziedzictwa przyrodniczego”.
1 marca zakończył działalność obóz zorganizowany przez Greenpeace „ponieważ pomiędzy 1 marca a 31 lipca w chronionym obszarze Doliny Rospudy zaczyna się okres lęgowy ptaków. Według decyzji środowiskowej wydanej przez ministra środowiska Jana Szyszkę nie wolno w tym czasie prowadzić prac budowlanych w Dolinie”.
2 marca w Brukseli przebywała delegacja Augustowa, w skład której weszli między innymi burmistrz Augustowa Leszek Cieślik, europosłanka PO Barbara Kudrycka, przedstawiciele Augustowskiej Organizacji Turystycznej i społecznego komitetu wspierania budowy obwodnicy która chciała przekonać komisarza ds. środowiska Stawrosa Dimasa do rozmów okrągłego stołu” na temat budowy obwodnicy. Według rzeczniczki Dimasa, „rozwiązania nie będą przyjmowane przy „okrągłym stole”, ale będą pochodzić od ekspertów, naukowców i prawników”. Na spotkaniu ustalono, że droga omijająca Augustów musi chronić i przyrodę i ludzi, dlatego najprawdopodobniej zbierze się jeszcze jeden – tym razem międzynarodowy zespół fachowców, który przeanalizuje wszystkie warianty obwodnicy Augustowa. Stawros Dimas zapewnił, że wraz z ekspertami odwiedzi Dolinę Rospudy. Budowę obwodnicy w obecnym kształcie poparł premier Litwy Gediminas Kirkilas, według niego „to połączenie drogowe jest ważne dla gospodarek obu krajów”, a „tyle drzew, ile się wytnie, tyle się posadzi”.
5 marca Państwowa Rada Ochrony Przyrody (organ doradczy Ministerstwa Środowiska) wydała negatywną opinię w sprawie inwestycji, wskazując że jakakolwiek kompensacja przyrodnicza nie będzie w tym wypadku możliwa, jak również, że przygotowane dla GDDKiA oceny oddziaływania na środowisko nie zawierają prawidłowej oceny typu ekologicznego torfowiska, a modele jego funkcjonowania są nieprawidłowe, szczególnie model zasilania torfowiska w wodę. Opinia PROP została jednak całkowicie zignorowana przez Ministra Środowiska i nie spotkała się z jakimkolwiek publicznym odzewem, mimo że Rada jest organem doradczym tegoż Ministra.
12 marca Protestujący przeciwko wstrzymaniu prac nad budową obwodnicy zablokowali ruch uliczny w Augustowie na 6 godzin, zapowiedzieli też kontynuację swojej akcji „jeżeli akcja nie odniesie skutku i Komisja Europejska złoży przeciwko Polsce pozew do Europejskiego Trybunału Sprawiedliwości”. Podobne blokady odbyły się także w Wasilkowie, Jurowcach, Kuźnicy Białostockiej i Czarnej Białostockiej.
16 marca z inicjatywy ambasady Niemiec w Augustowie gościli dyplomaci z Litwy, Łotwy, Estonii, Holandii, Wielkiej Brytanii, Francji i Niemiec. W Augustowie dyplomaci rozmawiali z władzami miasta, przedstawicielami GDDKiA oraz naukowcami reprezentującymi środowiska ekologiczne. Zapoznali się z dokumentacją inwestycji, a zwłaszcza częścią dotyczącą jej wpływu na środowisko naturalne, odwiedzili także miejsce planowanej budowy.
21 marca Komisja Europejska poinformowała, że pozwie Polskę przed Trybunał Sprawiedliwości w Luksemburgu, według oświadczania (IP/07/369) „Komisja opowiada się za modernizacją infrastruktury drogowej w Polsce, lecz jednocześnie nie zgadza się na nieuzasadnione narażenie siedlisk na nieodwracalne szkody wskutek budowy obwodnic. Ponieważ w przypadku obu projektów prace budowlane zostały już rozpoczęte, Komisja zwraca się do Trybunału Sprawiedliwości o zarządzenie tymczasowych środków i zażądanie od strony polskiej natychmiastowego przerwania prac”. Komisarz UE ds. środowiska oświadczył iż „z ubolewaniem wnosi tę sprawę do Europejskiego Trybunału Sprawiedliwości. Jednak podjęcie tego kroku jest konieczne w celu ochrony cennych siedlisk o znaczeniu europejskim przed nieodwracalnym zniszczeniem. Komisja nie może zgodzić się na utratę tak cennego dziedzictwa przyrodniczego”. Według ministra środowiska Jana Szyszko wniesienie sprawy przed Trybunał pozwoli na merytoryczną dyskusję na temat budowy obwodnicy, zapewnił także, „że w sprawie obwodnicy Augustowa spełnił wszystkie warunki, przewidziane przez polskie prawo i unijne dyrektywy, dotyczące ochrony środowiska”.
2 kwietnia Komisja Europejska nie wysłała, zapowiadanego w dniu 21 marca, wniosku o natychmiastowe wstrzymanie budowy, argumentując to faktem, iż budowa została wstrzymana przez Polskę na okres lęgowy ptaków. Natomiast wniosek o złamanie unijnego prawa został przesłany do Trybunału. Procedura tego wniosku przeciwko rządowi Polski potoczy się normalnym, a nie przyspieszonym trybem, co znacznie wydłuży czas jego rozpatrywania.
3 kwietnia minister środowiska Jan Szyszko zaprosił do Augustowa przedstawicieli zagranicznych mediów, aby przedstawić im problemy mieszkańców tego miasta i pokazać, iż jego zdaniem „na Podlasiu mogą być budowane dobre drogi i jednocześnie chronione środowisko naturalne”.
5 kwietnia teren planowanej budowy odwiedzili „przedstawiciele ministerstw środowisk kilkunastu krajów Unii Europejskiej”.
26 kwietnia Wojewódzki Sąd Administracyjny w Warszawie uchylił postanowienie ministra środowiska w sprawie drogi przez dolinę Rospudy, umożliwiające wybór wariantu przejścia drogi przez dolinę (tunel czy estakada) inwestorowi. Zdaniem przeciwników budowy, decyzja sądu może być podstawą uchylenia pozwolenia na budowę drogi przez Rospudę.
20 maja w województwie podlaskim wraz z przedterminowymi wyborami do sejmiku odbyło się referendum lokalne w którym mieszkańcy województwa mogli odpowiedzieć na pytanie:
„Czy jest Pan/Pani za utrzymaniem lokalizacji przebiegu obwodnicy Augustowa w ciągu drogi krajowej S8, określonej w Planie Zagospodarowania Przestrzennego Województwa Podlaskiego uchwalonym uchwałą nr IX/80/03 Sejmiku Województwa Podlaskiego z dnia 27 czerwca 2003 r., zgodnie z projektem zatwierdzonym decyzją Wojewody Podlaskiego?”
W referendum wzięło udział 21,56% z uprawnionych do głosowania, ponieważ nie został przekroczony wymagany próg 30% wynik referendum nie jest wiążący.
Około 92 procent głosujących opowiedziało się za utrzymaniem lokalizacji przebiegu obwodnicy Augustowa w ciągu drogi krajowej S8, określonej w Planie Zagospodarowania Przestrzennego Województwa Podlaskiego uchwalonym uchwałą nr IX/80/03 Sejmiku Województwa Podlaskiego z dnia 27 czerwca 2003 r., zgodnie z projektem zatwierdzonym decyzją Wojewody Podlaskiego.
Fakt przeprowadzenia referendum w tej formie był krytykowany za jego rzekomą stronniczość (głosującym nie daje się możliwości wypowiedzenia o alternatywnym przebiegu trasy) oraz fakt iż jego wyniki nie są w żaden sposób wiążące, referendum skrytykował także Roman Giertych mówiąc iż „dwa miliony złotych pójdzie na diety dla komisji referendalnych, w których zasiądą działacze Prawa i Sprawiedliwości, a referendum nic nie da” według niego na referendum zarobią działacze PiS na dietach dla komisji referendalnych.
21 maja Dariusz Szwed, współprzewodniczący partii Zielonych 2004 zwrócił się w liście otwartym do premiera Jarosława Kaczyńskiego o wycofanie się z budowy obwodnicy Augustowa przez Dolinę Rospudy, wskazując na możliwe szybkie rozwiązania przynoszące korzyści dla mieszkańców Augustowa i przyrody.

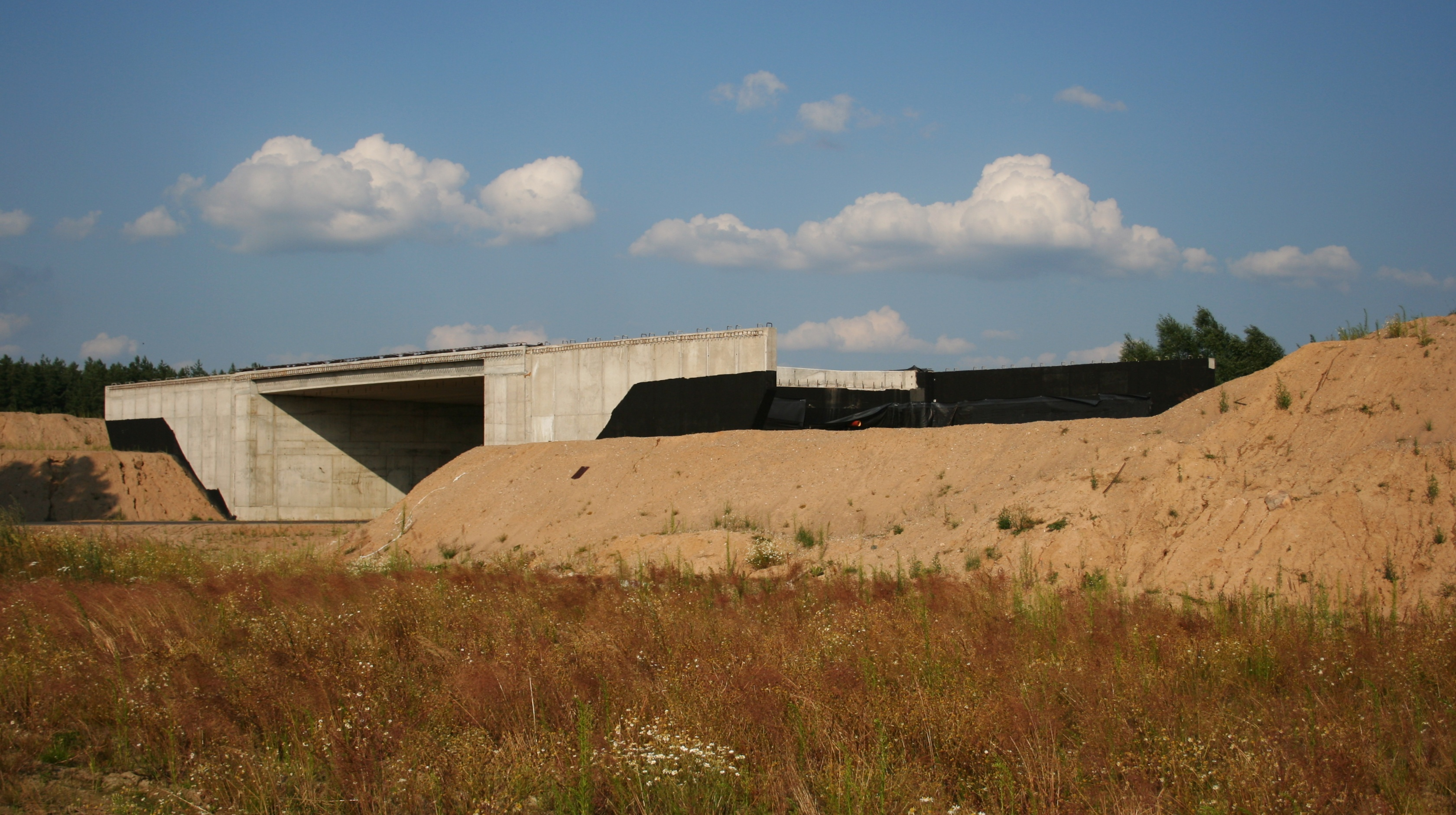
Fragment zaniechanej budowy obwodnicy przy wjeździe do Augustowa od strony zachodniej

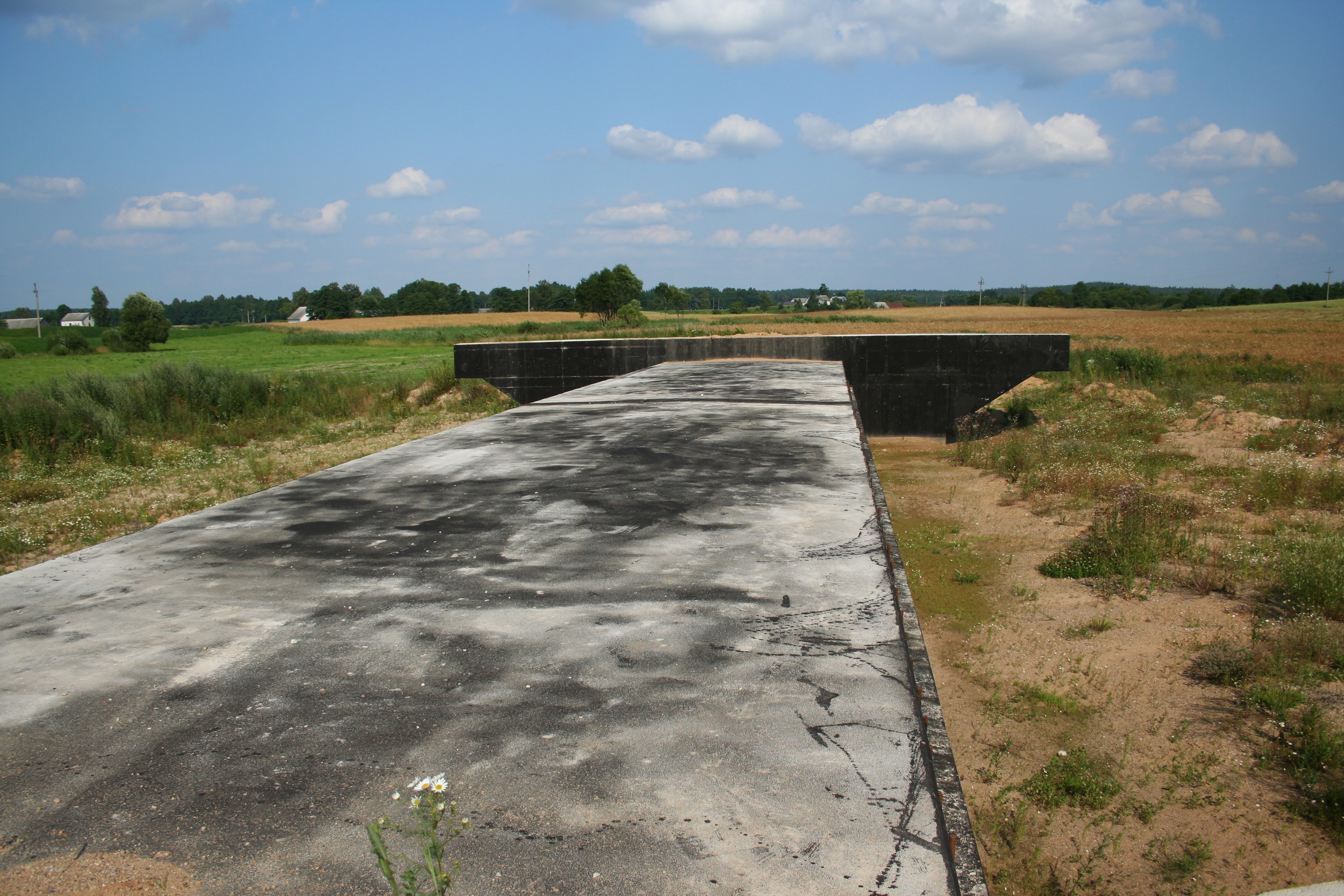
Konstrukcja przy drodze między miejscowościami Gatne Pierwsze i Gatne Drugie

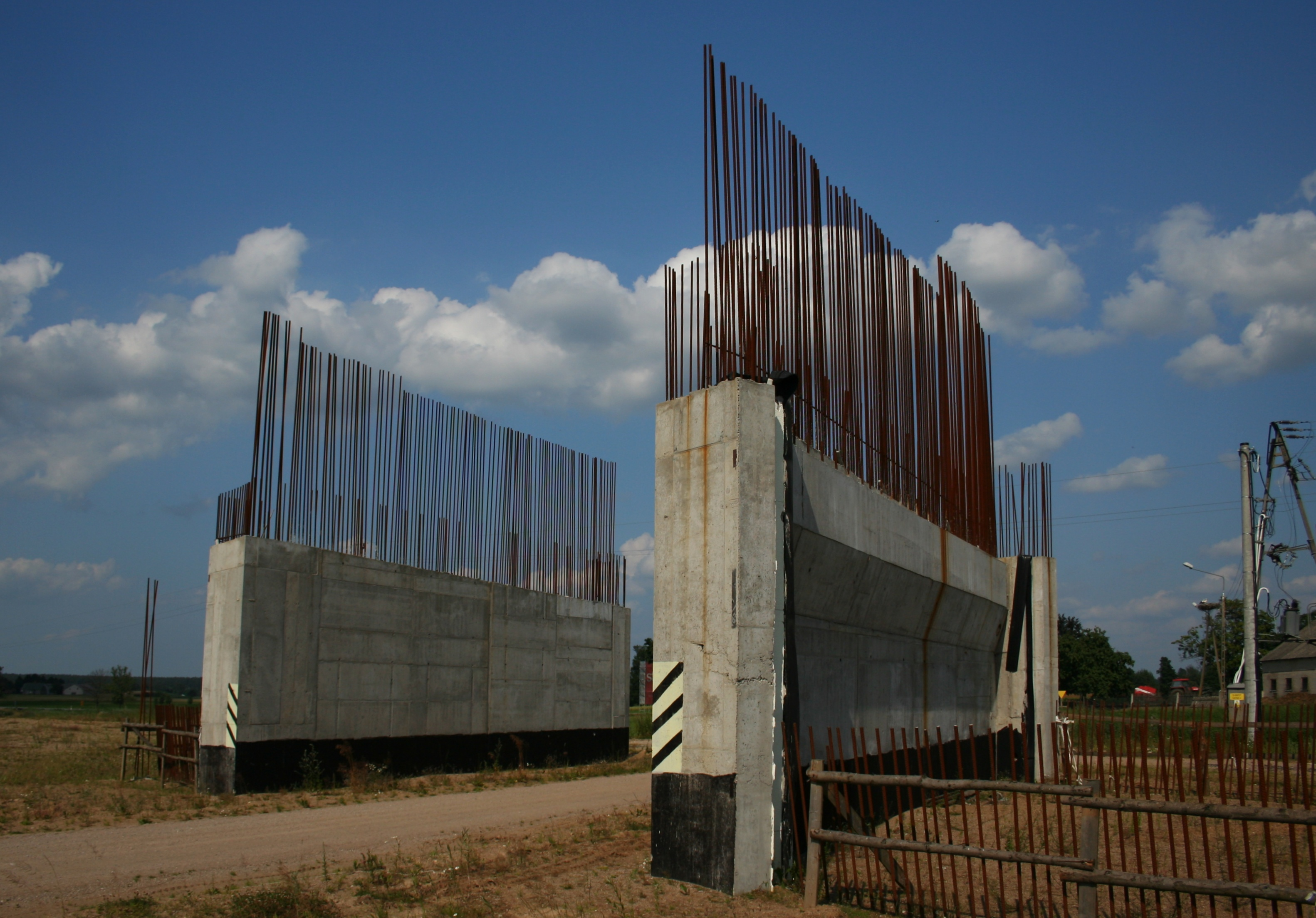
Szkielet w miejscowości Gatne Drugie, w pobliżu drogi E67

17 lipca eurodeputowany Thijs Berman przedstawił w Parlamencie Europejskim raport, według którego strona polska łamie prawo unijne i w którym zażądał natychmiastowego zaprzestania prac nad budową obwodnicy w obecnej formie przez dolinę Rospudy – „obwodnica Augustowa musi zostać wytyczona w innym miejscu, niż chcą polskie władze”.
29 lipca w dziewięciu polskich miastach odbyły się protesty przeciwko budowie obwodnicy przez tereny chronione.
30 lipca kilkusetosobowa grupa mieszkańców Augustowa rozpoczęła blokadę drogi krajowej nr 8 żądając, aby budowa obwodnicy przez Dolinę Rospudy rozpoczęła się 1 sierpnia. W odpowiedzi na list rządu polskiego, w którym stwierdzono wolę wznowienia budowy po zakończeniu okresu lęgowego ptaków 31 lipca, Komisja Europejska zwróciła się do Trybunału Sprawiedliwości o wydanie nakazu wstrzymania prac przez chronione tereny Rospudy.
31 lipca premier Jarosław Kaczyński oświadczył, że prace w rejonie Doliny Rospudy nie rozpoczną się, choć będą trwały prace na innych odcinkach planowanej drogi.
14 września Komisja Petycji Parlamentu Europejskiego „przyjęła wczoraj raport wzywający do zablokowania budowy drogi przez Dolinę Rospudy”. W zaleceniach kończących raport Komisja Petycji „jest zdania, że alternatywna trasa Łomża-Chodorki-Suwałki jest w przypadku projektu korytarza transportu drogowego Via Baltica jedynym odpowiednim wariantem pozwalającym uniknąć nieodwracalnych szkód na unikatowych i cennych obszarach objętych ochroną na mocy wymienionych w niniejszym sprawozdaniu unijnych dyrektyw dotyczących ochrony środowiska naturalnego; apeluje do polskich władz o wstrzymanie budowy i związanego z nią zniszczenia Doliny Rospudy oraz innych obszarów chronionych, a także o zachowanie równowagi ekologicznej w regionie”. Decyzja komisji Parlamentu Europejskiego nie ma mocy prawnej, ale może być brana pod uwagę jako opinia dla Europejskiego Trybunału Sprawiedliwości, który podejmie decyzję.
4 grudnia premier Donald Tusk po spotkaniu z Barroso, zapowiedział szybkie uporządkowanie problemu przebiegu obwodnicy przez Dolinę Rospudy powiedział, że „Chcemy postawić ten problem na nogi, bowiem dotąd stał na głowie”.
7 grudnia Minister Środowiska Maciej Nowicki stwierdził, że po przeczytaniu opinii Państwowej Rady Ochrony Przyrody „zdał sobie sprawę, jak cenny jest to obszar”, oraz zapowiedział, że zorganizuje „okrągły stół ekspertów, samorządowców, organizacji pozarządowych” w celu rozwiązania konfliktu powstałego wokół budowy obwodnicy przez chronione tereny.
10 grudnia Wojewódzki Sąd Administracyjny w Warszawie uchylił decyzję ministra środowiska ws. obwodnicy Augustowa przez dolinę Rospudy z lutego tego roku. Lutowa decyzja ministra podtrzymywała w głównych punktach decyzję wojewody podlaskiego z października ubiegłego roku o środowiskowych uwarunkowaniach realizacji inwestycji. Rozstrzygnięcia te do sądu zaskarżył Rzecznik Praw Obywatelskich oraz liczne organizacje ekologiczne.
12 grudnia Według niepotwierdzonych słów eurodeputowanego Jerzego Buzka istnieje szansa na sfinansowanie przez Unię Europejską budowy mostu wiszącego nad doliną Rospudy. Most miał być rzekomą propozycją rządu, umożliwiającą zachowanie obecnie planowanej trasy obwodnicy przy minimalnych stratach dla środowiska naturalnego. Komisarz ds. środowiska Stawros Dimas nie potwierdził tych informacji, a wcześniej „wielokrotnie powtarzał, że problem z lokalizacją obwodnicy polega nie tylko na ingerencji w mierzącą nieco ponad pół kilometra dolinę i jej torfowiska, ale również otaczające dolinę lasy – również stanowiące obszar Natura 2000”.

### 2009
13 stycznia w związku z wyrokiem Wojewódzkiego Sądu Administracyjnego w Warszawie, oddział GDDKiA w Białymstoku zerwał umowę na budowę obwodnicy Augustowa ze względu na interes publiczny.
24 marca GDDKiA zwróciła się do Regionalnej Dyrekcji Ochrony Środowiska w Białymstoku o wydanie decyzji środowiskowej na budowę obwodnicy Augustowa przez Raczki z ominięciem obszarów chronionych Natura 2000. Wybranie tego wariantu nastąpiło na podstawie wyników ekspertyzy firmy DHV na temat wariantów przebiegu obwodnicy Augustowa zgodnie z postanowieniami Okrągłego Stołu.
18 sierpnia 2009 roku został opublikowany projekt Rozporządzenia Rady Ministrów zmieniającego rozporządzenie w sprawie sieci autostrad i dróg ekspresowych, który zakłada utworzenie nowej drogi ekspresowej nr 61 (tzw. trasy Via Baltica) po przebiegu Ostrów Mazowiecka – Łomża – Stawiski – Szczuczyn – Ełk – Raczki – Suwałki – Budzisko – granica państwa (Kowno).
29 grudnia 2009 Regionalna Dyrekcja Ochrony Środowiska w Białymstoku wydała decyzję środowiskową o augustowskiej obwodnicy, która jest podstawą do ubiegania się dla zezwolenie na jej realizację.

### 2010
19 maja 2010 Generalna Dyrekcja Dróg Krajowych i Autostrad Oddział w Białymstoku ogłosiła przetarg na zaprojektowanie i wykonanie obwodnicy Augustowa w ciągu drogi krajowej nr 8 (ok. 23,3 km, jedna jezdnia) i drogi ekspresowej S-61 (ok. 13 km, dwie jezdnie).
Przetarg obejmował wykonanie dokumentacji projektowej, uzyskanie decyzji administracyjnych oraz wykonanie całości robót budowlanych. Na wykonanie przedmiotu zamówienia przewidziano 42 miesięcy (od daty zawarcia umowy, wliczając okresy zimowe).

### 2011
9 lutego 2011 GDDKiA podała, że za najkorzystniejszą ofertę na wykonanie obwodnicy uznano ofertę firmy Budimex SA. Podpisanie umowy z wykonawcą miało nastąpić w pierwszym kwartale 2011 roku.
11 marca 2011 podlaski oddział GDDKiA podpisał umowę na wykonanie obwodnicy z firmą Budimex SA. Koszt wykonania robót – 659 mln zł. Na wykonanie prac wykonawca miał 42 miesiące.

### 2012
10 grudnia 2012 wojewoda podlaski podpisał zezwolenie na realizację inwestycji drogowej.

### 2014
7 listopada 2014 obwodnica została oddana do użytku.